# Черкасов, Константин Семёнович
Константин Семёнович Черкасов (1846—1894) — военный инженер, генерал-майор, герой Самаркандской обороны 1868 года.

## Биография
Родился 13 (25) марта 1846 года. Образование получил в Оренбургском кадетском корпусе и Николаевском инженерном училище. Выпущен 8 августа 1866 года подпоручиком в Оренбургскую сапёрную роту.
Служил в Туркестанских войсках и принимал участие в походах против Кокандского и Бухарского ханств. 1 мая 1868 года за боевое отличие против бухарцев был произведён в поручики, а 30 августа 1869 года был награждён орденом св. Георгия 4-й степени
В воздаяние за отличие, оказанное во время обороны цитадели г. Самарканда, с 2 по 8 Июня 1868 года, где, когда сгорели Бухарские ворота, несмотря на сильный неприятельский огонь, успел с своими саперами устроить завалы для орудий, что помешало неприятелю ворваться в цитадель.
10 октября 1869 года за многочисленные боевые отличия в кампании 1868 года он был произведён в штабс-капитаны. В том же 1869 году он был командирован в Санкт-Петербург, где был принят в Николаевскую инженерную академию. Выпущен в 1870 году.
Продолжая службу по инженерным войскам Черкасов 8 апреля 1873 года был произведён в капитаны и 30 августа 1879 года в подполковники; 4 апреля 1880 года назначен начальником штаба 1-й сапёрной бригады и 30 августа 1882 года получил чин полковника.
9 апреля 1887 года он был назначен начальником Очаковского крепостного инженерного правления, а 10 февраля 1891 года перемещён на такую же должность в Кронштадт; 30 августа 1892 года произведён в генерал-майоры.
Скончался в Кронштадте 4 (16) февраля 1894 года, похоронен в Санкт-Петербурге на Никольском кладбище Александро-Невской лавры.

## Награды
Среди прочих наград Черкасов имел ордена:
- Орден Святого Георгия 4-й степени (30 августа 1869 года, № 10256 по кавалерскому списку Григоровича — Степанова)
- Орден Святой Анны 3-й степени (1873 год)
- Орден Святого Станислава 2-й степени (1882 год)
- Орден Святой Анны 2-й степени (1885 год)
- Орден Святого Владимира 4-й степени (1889 год)